# Giacomo Violini
Giacomo Violini (San Gervasio Bresciano, 31 marzo 1957) è un allenatore di calcio ed ex calciatore italiano, di ruolo portiere.
Nel corso della sua carriera ha formato più di 30 portieri professionisti, tra cui Michele Arcari, Emiliano Viviano, Nicola Leali e Alessio Cragno.

## Carriera

### Giocatore
Cresciuto nel Brescia, non ha mai indossato la maglia della prima squadra. Ha giocato per diversi anni nella Cremonese, dopo aver militato nel Chieti, nel Treviso e nel Palermo. Vanta 8 presenze in serie A, tutte maturate nella stagione 1989-90 con la maglia dei grigiorossi.

### Allenatore
Ha intrapreso l'attività di preparatore dei portieri a partire dal 1990, quando ancora giocava nella Cremonese.
Nella stagione 1997/98, con Silvio Baldini allenatore, è stato il preparatore dei portieri del Chievo Verona.
La stagione successiva ha seguito Baldini al Brescia, rimanendo nello staff tecnico del club come preparatore dei portieri anche sotto le gestioni di Nedo Sonetti e Carlo Mazzone. Nella stagione 2003/04 ha seguito Mazzone al Bologna, restandovi per due stagioni.
Terminata l'esperienza al Bologna, è ritornato al Brescia, dove è rimasto fino al termine della stagione 2012/13, non rientrando più nei piani della società.
Nell'ottobre del 2013 è diventato il preparatore dei portieri del Novara, entrando a far parte dello staff tecnico di Alessandro Calori, che la stagione precedente aveva allenato il Brescia.
Nel febbraio del 2015 ha seguito Calori al Brescia, dove, assieme al club, ha fondato una scuola calcio per giovani portieri.

## Palmarès

### Club

#### Competizioni nazionali
- Serie C1: 1

Palermo: 1984-1985

#### Competizioni internazionali
- Coppa Anglo-Italiana: 1

Cremonese: 1992-1993